# Klappkamera

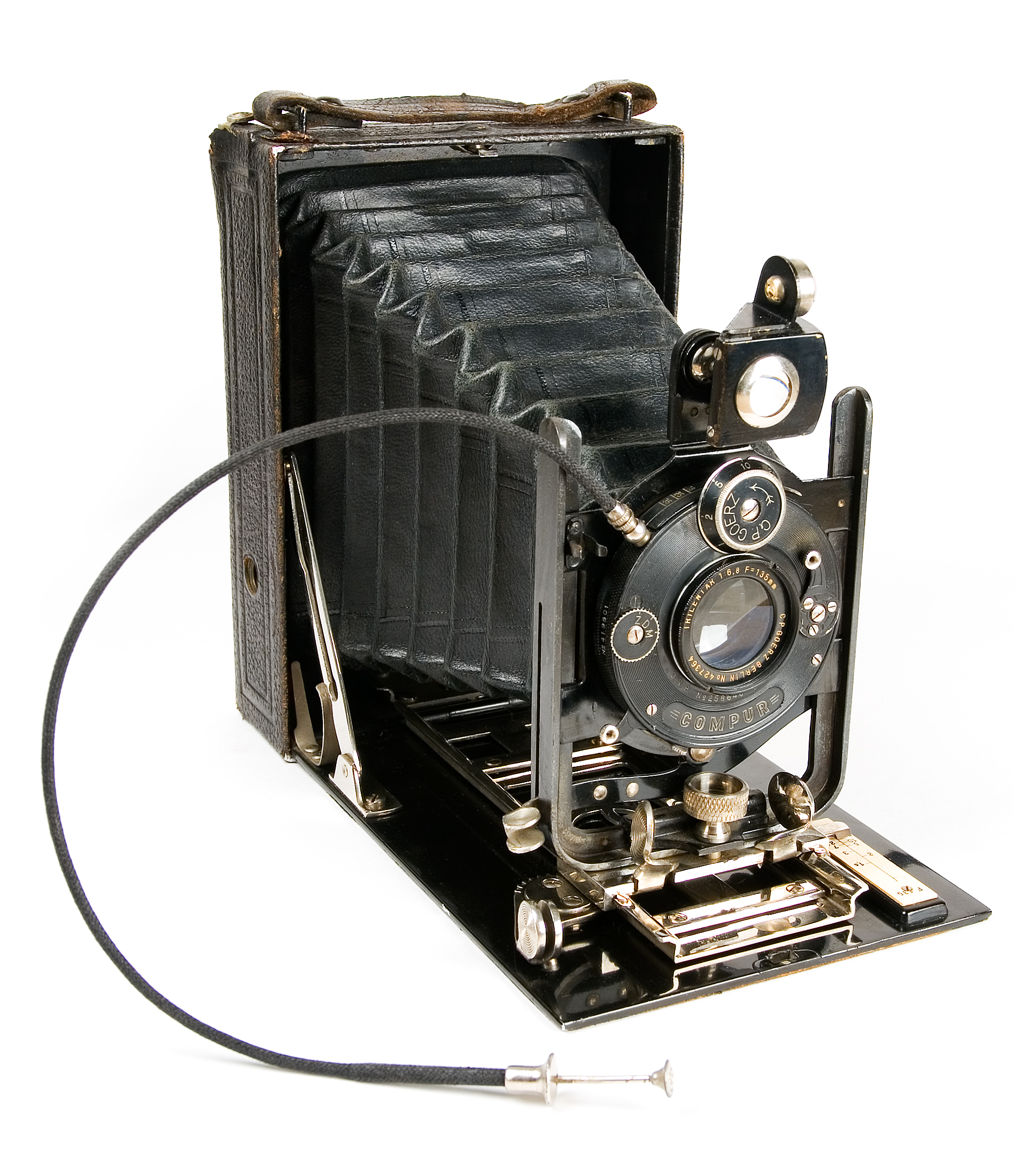
Klappkamera mit Balgen

Als Klappkamera bezeichnet man eine von den Balgenkameras abgeleitete Bauform fotografischer Kameras. Das Objektiv befindet sich vorne an einem Balgen und kann mit einer mechanischen Vorrichtung zurückgeklappt werden. In zusammengeklappter Form braucht die Kamera weniger Platz und das Objektiv ist geschützt. Aus diesen Gründen eignet sich eine Klappkamera gut für den mobilen Einsatz außerhalb des Fotostudios.

## Aufbau und Funktion
Die Klappkameras bestehen im Wesentlichen aus einer flachen metallischen Hülle, die innen Halterungen für die beiden Filmrollen besitzt. Bei Transport und Nichtbenutzung wird das Objektiv samt Balgen zwischen den Filmrollen untergebracht. Beim Aufklappen der Kamera bildet der Schutzdeckel den Laufboden für das Objektiv, das auf die entsprechende Brennweite herausfahren kann. Eingeklappt besitzen die Kameras ein handliche, transportable Größe und Form, die nur wenig größer als eine VHS-Videokassette sind.

## Kameramodelle
- Agfa Billy (1928–1960)
- Kodak Retina (1934–1960)
- Agfa Isolette (1937–1957)
- Agfa Solinette (1952– )